# Islas de Hyères
Las Islas de Hyères o  (en francés: Îles d'Hyères) son un grupo de cuatro islas mediterráneas en las afueras de  Hyères en el departamento de Var, al sudeste de Francia. Posee una superficie combinada de 29,99 kilómetros cuadrados, que comprenden a:
- Porquerolles - 1.254 hectáreas, una extensión de la península de Giens.
- Port-Cros - 650 hectáreas, la más montañosa, un parque nacional, que destaca por su flora rara y como refugio de aves.
- Isla de Bagaud (Île du Bagaud) - 45 hectáreas, parte del mismo parque nacional y sin acceso al público.
- Isla de Levant (Île du Levant) - 900 hectáreas, principalmente para uso militar; en parte, una colonia nudista de larga data se centró en la aldea de propiedad privada de Heliópolis.